# Municipio de River (condado de Bradley)
El municipio de River (en inglés: River Township) es un municipio ubicado en el condado de Bradley en el estado estadounidense de Arkansas. En el año 2010 tenía una población de 131 habitantes y una densidad poblacional de 0,73 personas por km².

## Geografía
El municipio de River se encuentra ubicado en las coordenadas 33°18′34″N 92°16′7″O / 33.30944, -92.26861. Según la Oficina del Censo de los Estados Unidos, el municipio tiene una superficie total de 179.28 km², de la cual 176,65 km² corresponden a tierra firme y (1,46 %) 2,62 km² es agua.

## Demografía
Según el censo de 2010, había 131 personas residiendo en el municipio de River. La densidad de población era de 0,73 hab./km². De los 131 habitantes, el municipio de River estaba compuesto por el 87,02 % blancos, el 3,05 % eran afroamericanos, el 1,53 % eran asiáticos, el 6,11 % eran de otras razas y el 2,29 % eran de una mezcla de razas. Del total de la población el 9,16 % eran hispanos o latinos de cualquier raza.